# Nagyszentpéter község
Nagyszentpéter község (románul: Comuna Sânpetru Mare) község Temes megyében, Romániában. Központja Nagyszentpéter, hozzá tartozik Egres.

## Népessége
A 2011-es népszámlálás adatai alapján a község népessége 3145 fő volt.